# Arcen en Velden

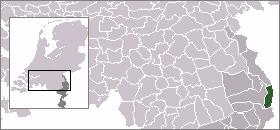
Lägeskarta

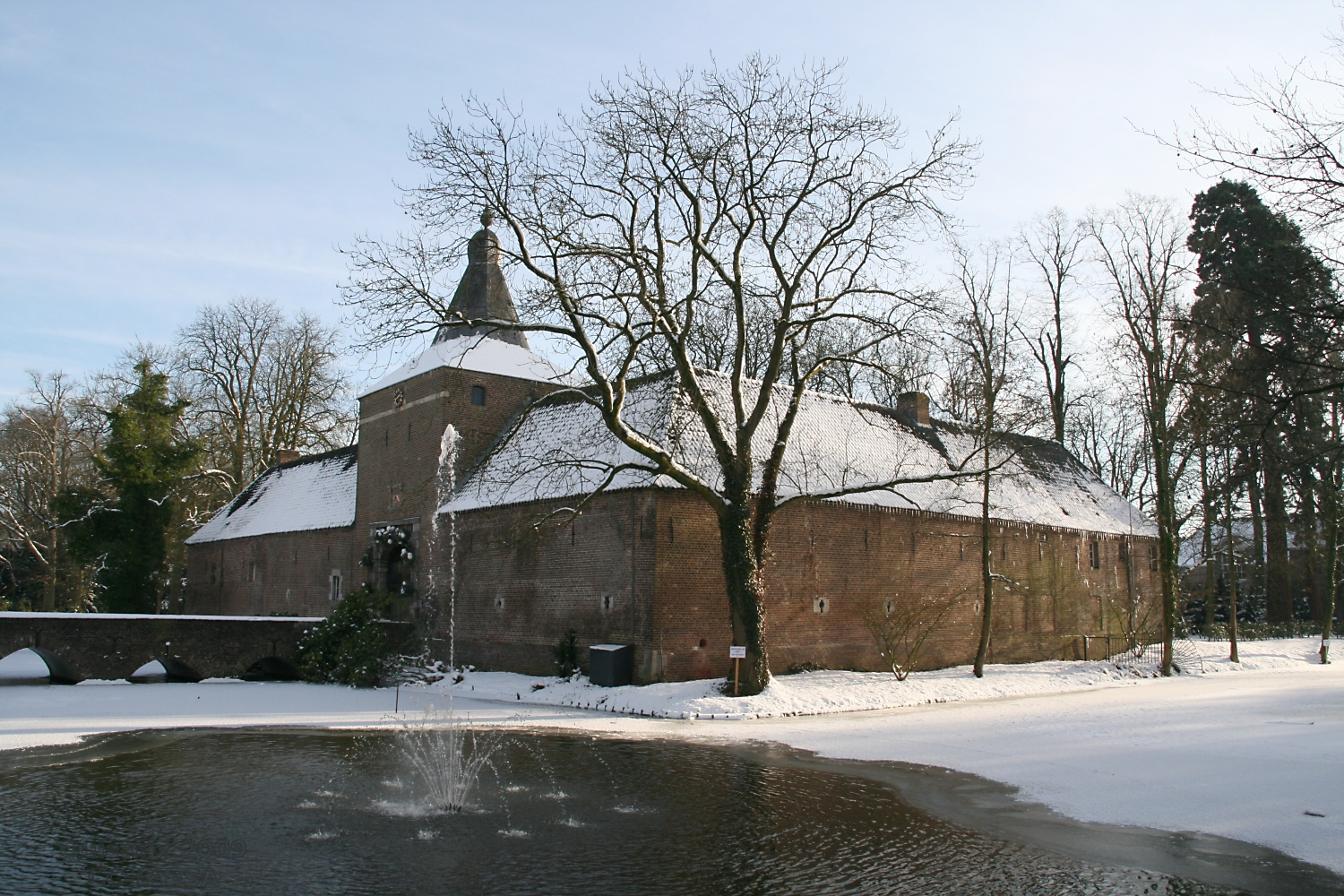
Kyrka i Arcen

Arcen en Velden är en historisk kommun i provinsen Limburg i Nederländerna. Kommunens totala area är 41,54 km² (där 1,86 km² är vatten) och invånarantalet är på 8 906 invånare (2005).